# Aumeville-Lestre
Aumeville-Lestre (prononcer /o:mvil:lɛ:tʁ/) est une commune française située dans le département de la Manche en région Normandie, peuplée de 125 habitants.

## Géographie
| Octeville-l'Avenel | Crasville        | Mer de la Manche |
| Octeville-l'Avenel | Aumeville-Lestre | Mer de la Manche |
| Lestre             | Lestre           | Mer de la Manche |

### Hydrographie
La commune est située dans le bassin Seine-Normandie. Elle est drainée par la Tortonne, le cours d'eau 01 du Hameau Guibert, le cours d'eau 05 du Marais, le cours d'eau 18 du Manoir et un autre petit cours d'eau,.

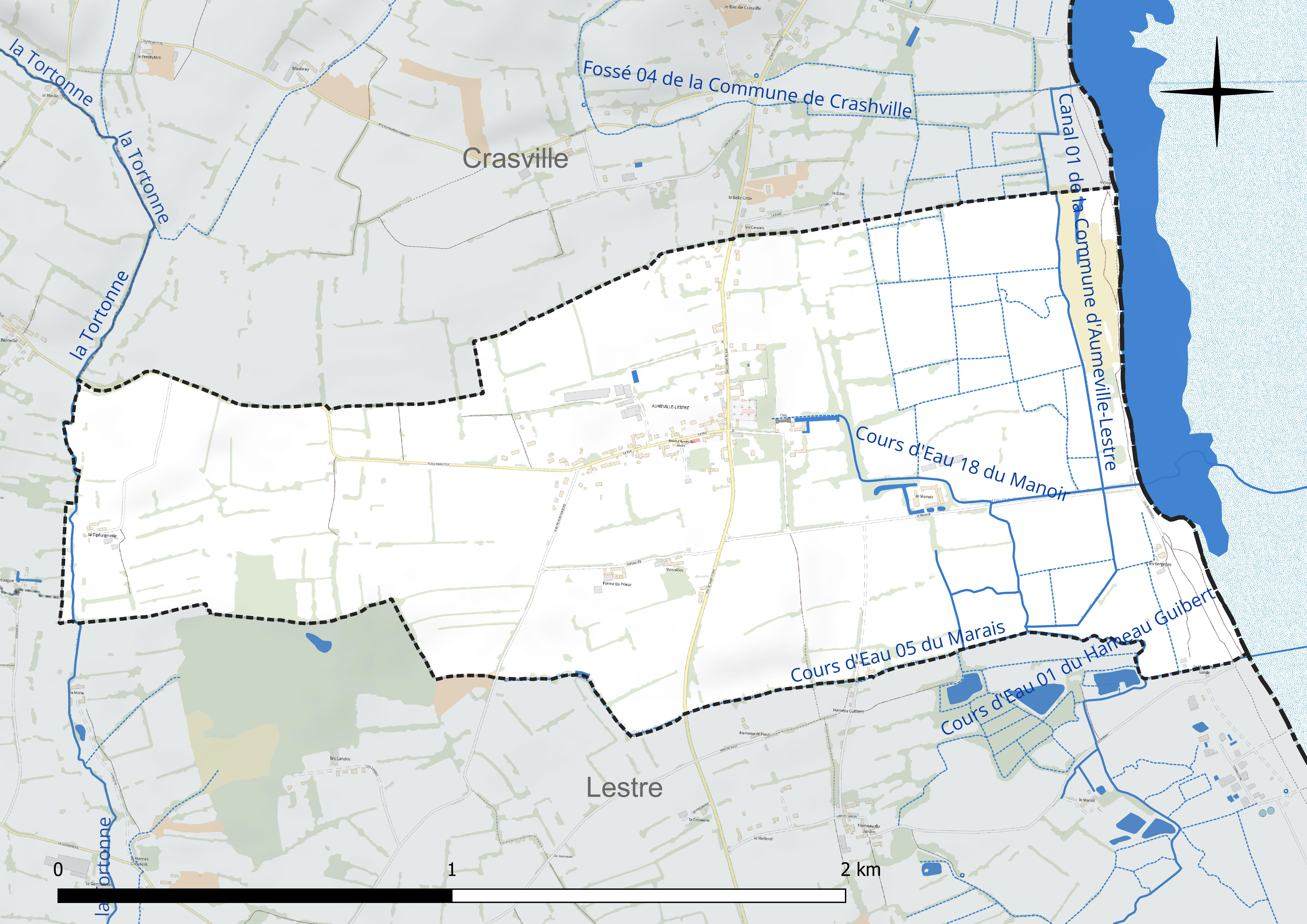
Réseau hydrographique d'Aumeville-Lestre.

### Climat
Pour des articles plus généraux, voir Climat de la Normandie et Climat de la Manche.
En 2010, le climat de la commune est de type climat océanique franc, selon une étude du CNRS s'appuyant sur une série de données couvrant la période 1971-2000. En 2020, Météo-France publie une typologie des climats de la France métropolitaine dans laquelle la commune est exposée à un climat océanique et est dans la région climatique Normandie (Cotentin, Orne), caractérisée par une pluviométrie relativement élevée (850 mm/a) et un été frais (15,5 °C) et venté. Parallèlement le GIEC normand, un groupe régional d'experts sur le climat, différencie quant à lui, dans une étude de 2020, trois grands types de climats pour la région Normandie, nuancés à une échelle plus fine par les facteurs géographiques locaux. La commune est, selon ce zonage, exposée à un « climat maritime », correspondant au Cotentin et à l'ouest du département de la Manche, frais, humide et pluvieux, où les contrastes pluviométrique et thermique sont parfois très prononcés en quelques kilomètres quand le relief est marqué.
Pour la période 1971-2000, la température annuelle moyenne est de 11,1 °C, avec une amplitude thermique annuelle de 10,9 °C. Le cumul annuel moyen de précipitations est de 880 mm, avec 13,6 jours de précipitations en janvier et 7,8 jours en juillet. Pour la période 1991-2020, la température moyenne annuelle observée sur la station météorologique la plus proche, située sur la commune de Gonneville-Le Theil à 15 km à vol d'oiseau, est de 11,0 °C et le cumul annuel moyen de précipitations est de 940,4 mm,. Pour l'avenir, les paramètres climatiques de la commune estimés pour 2050 selon différents scénarios d'émission de gaz à effet de serre sont consultables sur un site dédié publié par Météo-France en novembre 2022.

## Urbanisme

### Typologie
Au 1er janvier 2024, Aumeville-Lestre est catégorisée commune rurale à habitat dispersé, selon la nouvelle grille communale de densité à sept niveaux définie par l'Insee en 2022. Elle est située hors unité urbaine et hors attraction des villes,.
La commune, bordée par la Manche, est également une commune littorale au sens de la loi du 3 janvier 1986, dite loi littoral. Des dispositions spécifiques d'urbanisme s'y appliquent dès lors afin de préserver les espaces naturels, les sites, les paysages et l'équilibre écologique du littoral, comme le principe d'inconstructibilité, en dehors des espaces urbanisés, sur la bande littorale des 100 mètres, ou plus si le plan local d'urbanisme le prévoit.

### Occupation des sols
L'occupation des sols de la commune, telle qu'elle ressort de la base de données européenne d'occupation biophysique des sols Corine Land Cover (CLC), est marquée par l'importance des territoires agricoles (90,6 % en 2018), en diminution par rapport à 1990 (91,7 %). La répartition détaillée en 2018 est la suivante : prairies (52,5 %), terres arables (23,9 %), zones agricoles hétérogènes (14,2 %), zones urbanisées (7,3 %), zones humides côtières (1,5 %), espaces ouverts, sans ou avec peu de végétation (0,6 %). L'évolution de l'occupation des sols de la commune et de ses infrastructures peut être observée sur les différentes représentations cartographiques du territoire : la carte de Cassini (XVIIIe siècle), la carte d'état-major (1820-1866) et les cartes ou photos aériennes de l'IGN pour la période actuelle (1950 à aujourd'hui).

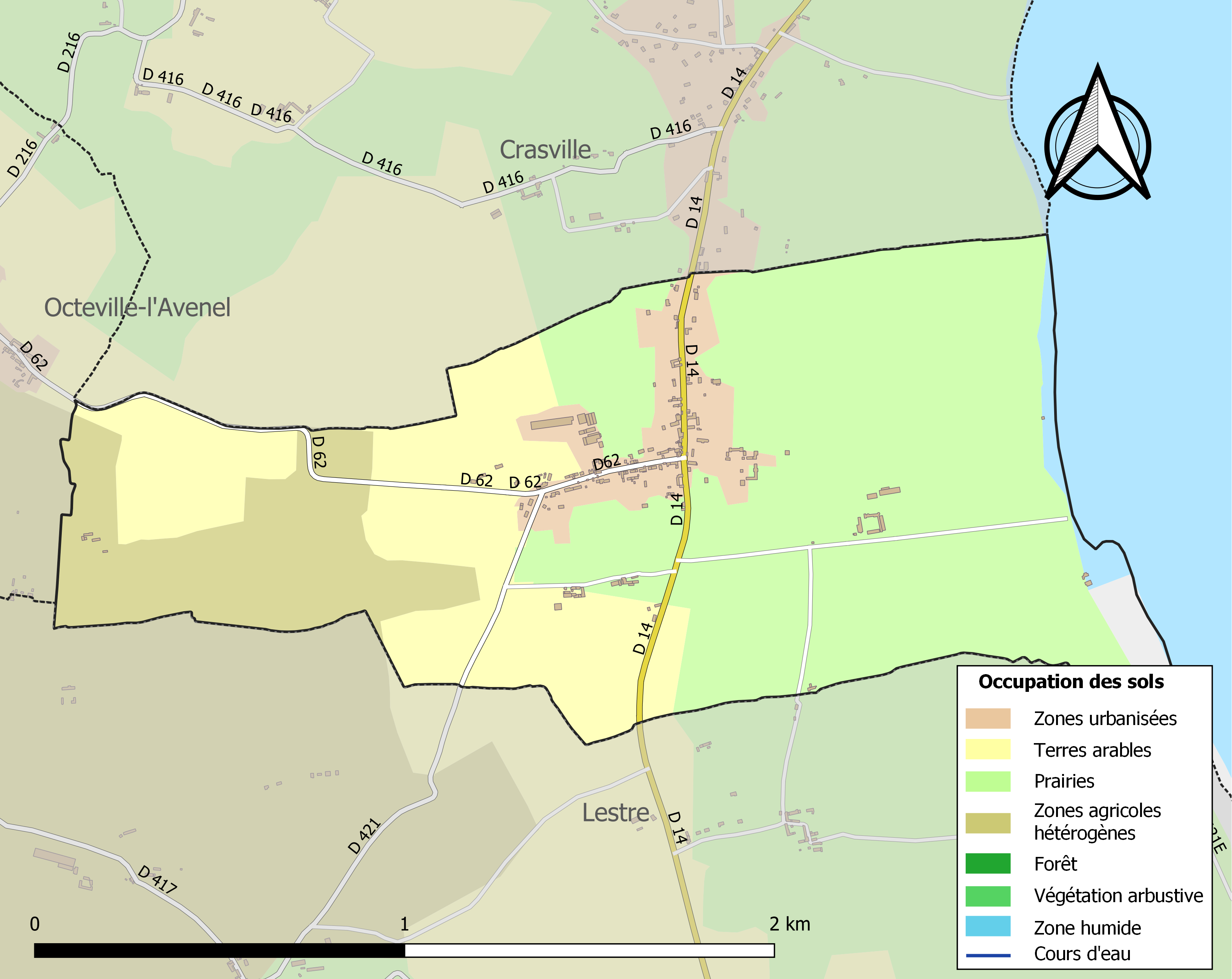
Carte des infrastructures et de l'occupation des sols de la commune en 2018 (CLC).

## Toponymie
Le nom de la localité est attesté sous les formes Almevilla en 1126, Almavilla vers 1190, Almevilla vers 1280, Aumeville en Laitre en 1725.
Il s'agit d'une formation médiévale en -ville (élément issu du gallo-roman « VILLA » « domaine rural ») au sens ancien de « domaine rural ». Le premier élément Alme- représente l'anthroponyme d'origine germanique Adalmod(us) / Almod(us),. Almod est aussi une variante vieux norrois du plus ancien Álfmóðr, Almóðr. Le sens global est celui de « domaine rural d'Almod » ou « d'Almóðr ».
Homonymie probable avec un autre lieu de Normandie : Ammeville (Calvados, Almovilla 1108).
Le déterminant complémentaire -Lestre apparaît tardivement au début du XVIIe siècle sous les formes Aumeville en Laitre, Aumeville en Laistre, puis Aumeville-Lestre à la fin de ce même siècle. Il ne devient plus fréquent qu'à la fin du XIXe siècle, et s'impose définitivement au cours du XXe siècle. Il correspond à une ancienne dépendance de la paroisse contiguë d'Anglesqueville-Lestre, aujourd'hui Lestre.
Le gentilé est Aumevillais.

## Histoire
Le seigneur d'Aumeville avait le titre de capitaine général de toute la côte.
Sous Louis XIV qui régna de 1643 à 1715, en complément de deux redoutes, petits ouvrages de fortification pouvant être armés de 2 à 8 canons, on aménagea une écluse destinée à inonder le pays juste derrière la côte, en cas de tentative de débarquement des Anglais.
À la suite du concordat, vers 1826, la paroisse d'Aumeville est supprimée.

## Politique et administration
| Période                                                                                     | Période   | Identité            | Étiquette | Qualité                               |
| ------------------------------------------------------------------------------------------- | --------- | ------------------- | --------- | ------------------------------------- |
| 1793                                                                                        | 1795      | Louis Mesnage       |           |                                       |
| 1795                                                                                        | 1797      | Jacques Ferrand     |           |                                       |
| 1797                                                                                        | 1797      | Robert Louis Hamel  |           |                                       |
| 1797                                                                                        | 1798      | Guillaume Ferrand   |           |                                       |
| 1798                                                                                        | 1798      | Pierre Chislard     |           |                                       |
| 1798                                                                                        | 1799      | Guillaume Ferrand   |           |                                       |
| 1799                                                                                        | 1800      | Jacques Huet        |           |                                       |
| 1800                                                                                        | 1804      | Pierre Chislard     |           |                                       |
| 1804                                                                                        | 1807      | Jean Renouf         |           | Faisant fonction                      |
| 1807                                                                                        | 1813      | Michel Leprael      |           |                                       |
| 1813                                                                                        | 1816      | Richard Legoupil    |           |                                       |
| 1816                                                                                        | 1817      | Étienne Travers     |           |                                       |
| 1817                                                                                        | 1819      | Richard Legoupil    |           |                                       |
| 1819                                                                                        | 1835      | Anténor Revert      |           |                                       |
| 1835                                                                                        | 1866      | Charles Yvetot      |           |                                       |
| 1866                                                                                        | 1869      | Jules Cavel         |           |                                       |
| 1870                                                                                        | 1876      | Jacques Viel        |           |                                       |
| 1876                                                                                        | 1879      | Louis Hamel         |           |                                       |
| 1879                                                                                        | 1883      | Louis de Valori     |           |                                       |
| 1884                                                                                        | 1888      | Jean Picquot        |           |                                       |
| 1888                                                                                        | 1892      | Bienaimé Tiphaigne  |           |                                       |
| 1892                                                                                        | 1896      | Louis Fortin        |           |                                       |
| 1896                                                                                        | 1900      | Pierre Lebourgeois  |           |                                       |
| 1900                                                                                        | 1906      | Louis Hamel         |           |                                       |
| 1906                                                                                        | 1939      | Alfred Neel         |           |                                       |
| 1939                                                                                        | 1941      | Louis Lebourgeois   |           |                                       |
| 1941                                                                                        | 1944      | Charles Gallis      |           |                                       |
| mars 1944                                                                                   | déc. 1944 | Victor Neel         |           |                                       |
| 1944                                                                                        | 1945      | Pierre Lebourgeois  |           |                                       |
| 1945                                                                                        | 1953      | Victor Neel         |           |                                       |
| 1953                                                                                        | 1959      | Charles Marie       |           |                                       |
| 1959                                                                                        | 1980      | Bernard Leridez     |           |                                       |
| 1980                                                                                        | 1995      | Charles Deschateaux |           |                                       |
| juin 1995                                                                                   | En cours  | Bernard Gosselin    | SE        | Délégué conseil à la Sécurité sociale |
| Une partie des données est issue d'une liste établie par Jean Pouëssel et Bernard Gosselin. |           |                     |           |                                       |

## Démographie
L'évolution du nombre d'habitants est connue à travers les recensements de la population effectués dans la commune depuis 1793. Pour les communes de moins de 10 000 habitants, une enquête de recensement portant sur toute la population est réalisée tous les cinq ans, les populations de référence des années intermédiaires étant quant à elles estimées par interpolation ou extrapolation. Pour la commune, le premier recensement exhaustif entrant dans le cadre du nouveau dispositif a été réalisé en 2007.
En 2022, la commune comptait 125 habitants, en évolution de +4,17 % par rapport à 2016 (Manche : −0,31 %, France hors Mayotte : +2,11 %).
| 1793 | 1800 | 1806 | 1821 | 1831 | 1836 | 1841 | 1846 | 1851 |
| ---- | ---- | ---- | ---- | ---- | ---- | ---- | ---- | ---- |
| 213  | 230  | 263  | 269  | 234  | 236  | 263  | 266  | 252  |

| 1856 | 1861 | 1866 | 1872 | 1876 | 1881 | 1886 | 1891 | 1896 |
| ---- | ---- | ---- | ---- | ---- | ---- | ---- | ---- | ---- |
| 230  | 240  | 228  | 217  | 195  | 216  | 194  | 187  | 198  |

| 1901 | 1906 | 1911 | 1921 | 1926 | 1931 | 1936 | 1946 | 1954 |
| ---- | ---- | ---- | ---- | ---- | ---- | ---- | ---- | ---- |
| 217  | 212  | 205  | 179  | 178  | 187  | 166  | 169  | 182  |

| 1962 | 1968 | 1975 | 1982 | 1990 | 1999 | 2006 | 2007 | 2012 |
| ---- | ---- | ---- | ---- | ---- | ---- | ---- | ---- | ---- |
| 181  | 156  | 147  | 153  | 134  | 139  | 139  | 139  | 137  |

| 2017 | 2022 | - | - | - | - | - | - | - |
| ---- | ---- | - | - | - | - | - | - | - |
| 114  | 125  | - | - | - | - | - | - | - |

## Culture locale et patrimoine

### Lieux et monuments
- Château d'Aumeville du XVIIIe siècle, construit entre 1756 et 1762 par Louis-Antoine Davy, chevalier d'Amfreville. L'édifice de style Louis XV avec un pavillon central en très légère saillie, plutôt suggéré que réalisé, et une toiture en léger décrochement avec ses rives de zinc, et ses trois lucarnes de toits à la Mansart[37], était au début du XXe siècle la propriété de la comtesse de Valory[32]. Le jardin est inscrit à l'Inventaire général du patrimoine culturel[32],[38].
- Ferme-manoir d'Ouessey ou le Manoir des XVIe – XVIIe siècles, première demeure des seigneurs d'Aumeville. Le manoir, peu éloigné du rivage, était protégé des descentes ennemies par différents éléments défensifs (meurtrières protégeant les divers accès…) et des douves dont il subsiste des traces[39]. En 1600, il est la possession des Vautier, seigneurs d'Aumeville. Guillaume Vautier, jugeant le logis humide et malsain, du fait qu'il se trouve dans une zone marécageuse, entreprend de construire une autre demeure  au sommet du coteau, à proximité de l'église[40].
- Église Saint-Pierre avec sa tour coiffée en bâtière des XIIIe, XVIe – XVIIIe siècles en remplacement d'une église du XIe siècle[41]. Elle abrite les statues d'une Vierge à l'Enfant en pierre calcaire de la fin du XIVe siècle, et de saint Siméon tenant l'Enfant Jésus en pierre du XVe siècle[Note 3], classées au titre objet aux monuments historiques[42]. Sont également conservés un cadran solaire du XVIe, une Vierge de Pitié du XVe. Un bas-relief en calcaire de style gothique flamboyant du début du XVIe siècle, très endommagé, représentant saint Pierre dans un cadre floral, est enclavé dans le mur à l'extérieur[41],[Note 4]. Le portail, ajout de style gothique, est surmonté d'une tête sculptée réemployée, retrouvée dans un mur de l'église, attribué à saint Gilles. L'église dépend aujourd'hui de la paroisse Sainte-Thérèse-du-Val-de-Saire du doyenné de Valognes-Val-de-Saire.
- Croix de chemin dite croix Prieur du XIXe, et croix de cimetière du XVIIIe.

Pour mémoire
- Grande redoute d'Aumeville du XVIIIe siècle[39]. La redoute édifiée en 1689 par Vauban faisait partie de la défense de la rade de la Hougue. Elle a complètement disparu[32].

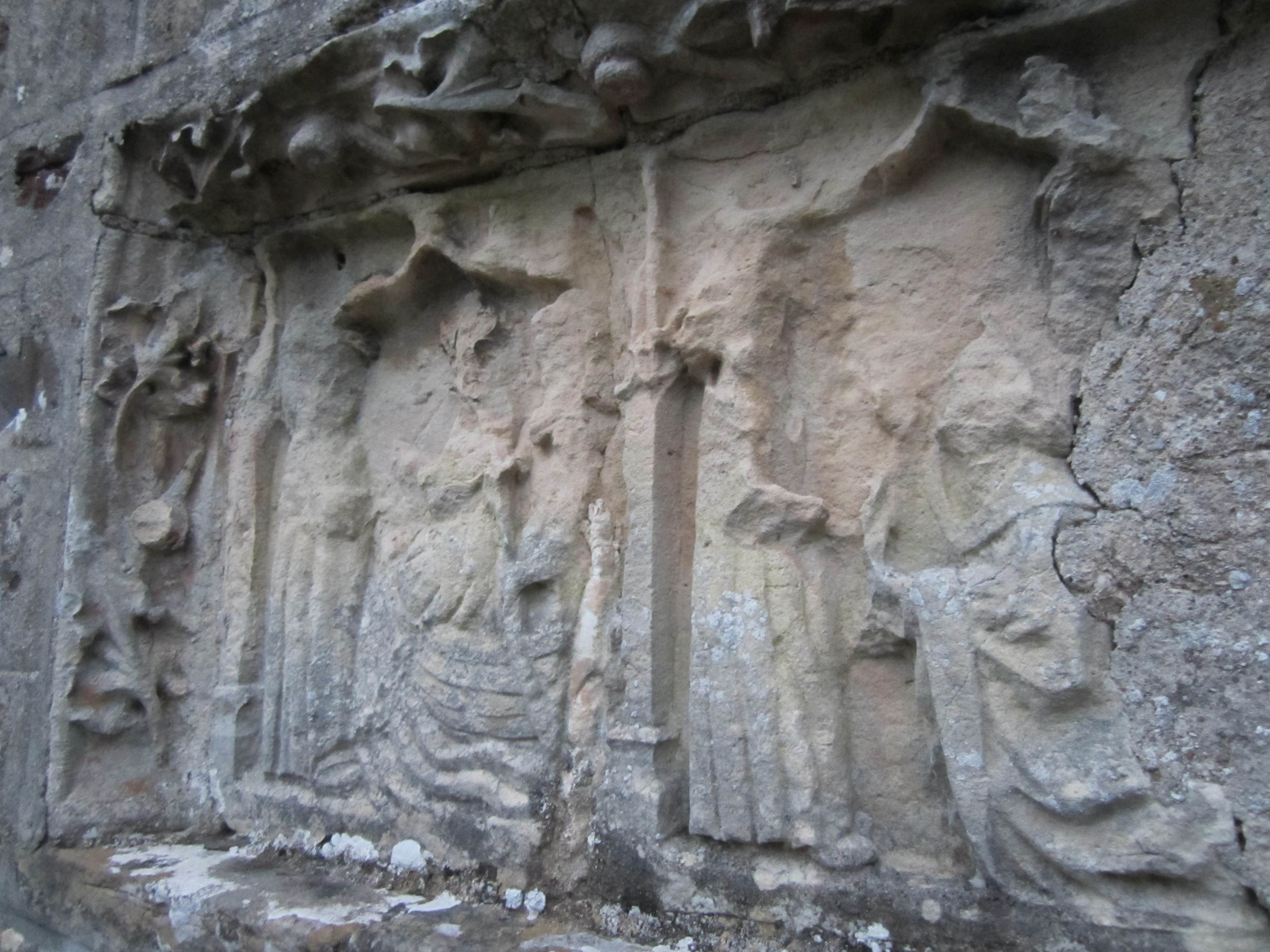
Le bas-relief extérieur.
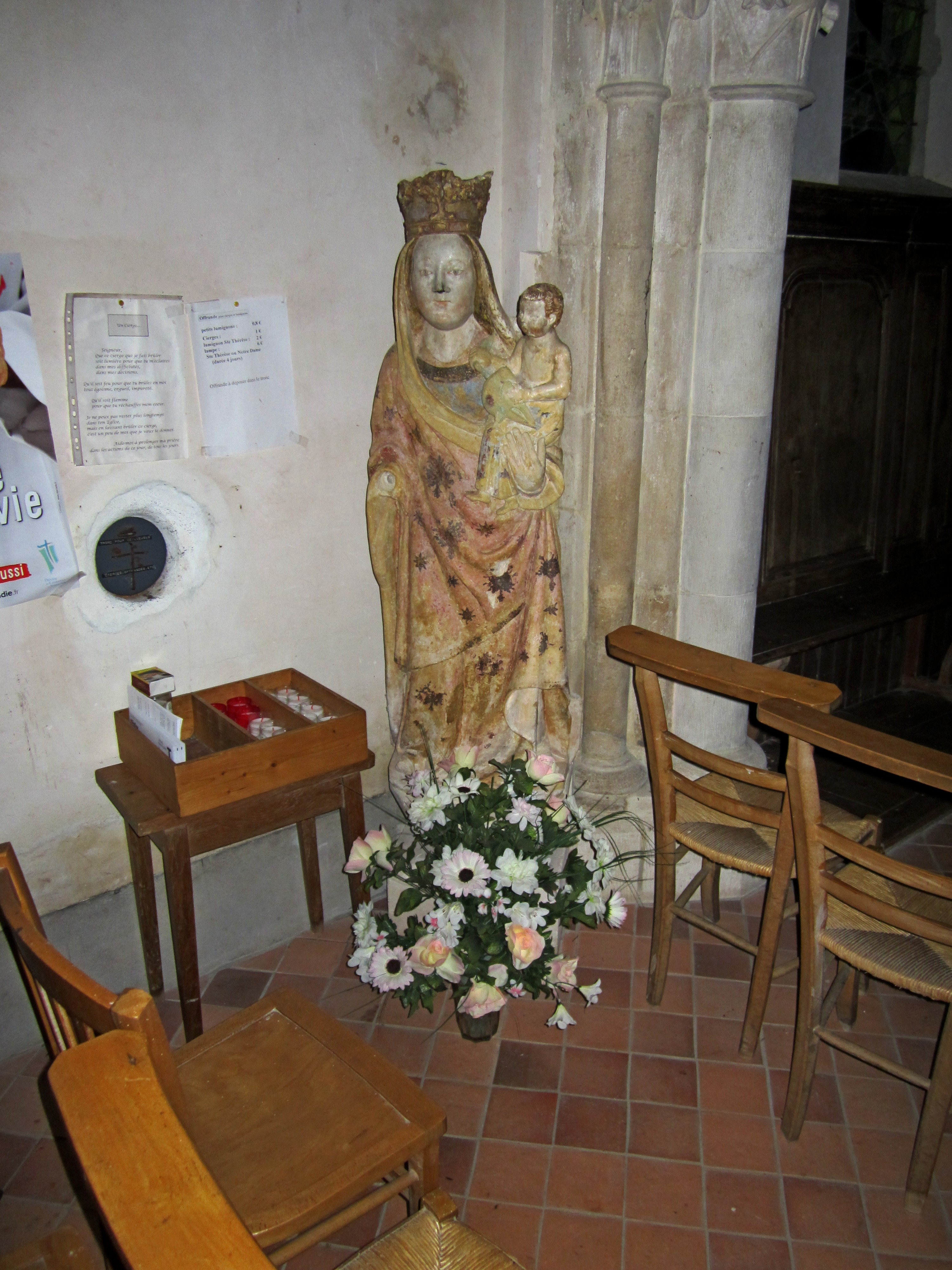
La Vierge à l'Enfant.
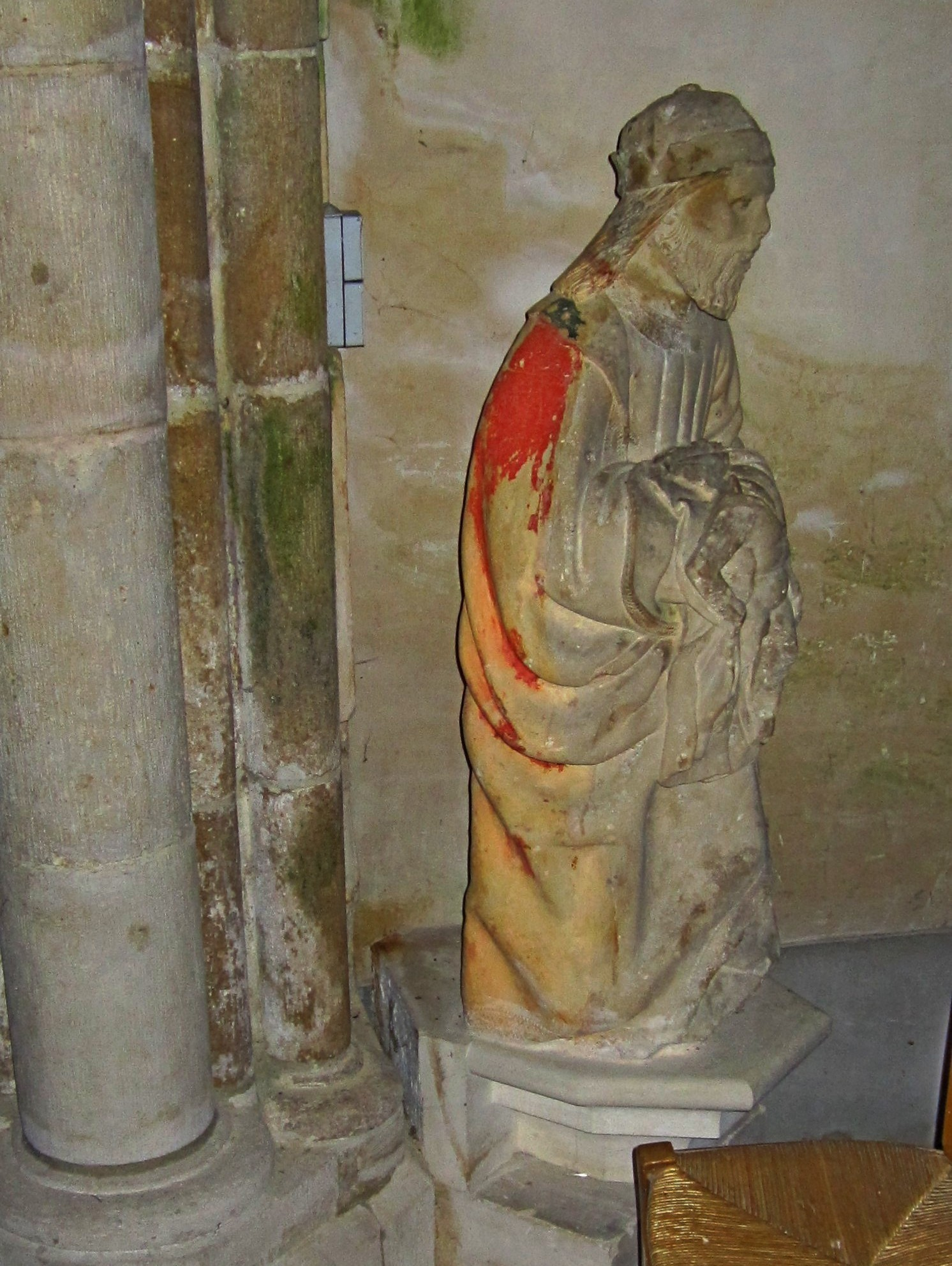
La statue de saint Siméon.

### Personnalités liées à la commune
- Philippe Parant (1932 - Aumeville-Lestre, 2014), directeur de la DST.

### Héraldique
| Blason de Aumeville-Lestre | Blason  | Écartelé : au premier et au quatrième de sable à l'aigle d'argent semée de croissants du champ, portant sur l'estomac une croisette haussée du même, au deuxième et au troisième d'or au laurier arraché de sinople, au chef de gueules. |
| Blason de Aumeville-Lestre | Détails | Le statut officiel du blason reste à déterminer. |